# Burnout
Burnout — серия видеоигр в жанре аркадных авто- и мотогонок с элементами гонок на выживание, разрабатываемая студией Criterion Games с 2001 года. Первоначально издавалась компанией Acclaim Entertainment, но вскоре права на франшизу перешли к Electronic Arts.

## Игровой процесс
Все игры серии придерживаются одной тенденции в геймплее: максимальное разрушение и аварии. Игрок управляет автомобилем и выполняет различные условия в заданиях. Основными заданиями в серии являются гонки и разрушение (остальные режимы представлены как их вариации или комбинации данных двух режимов). Основным отличием данной серии от остальных гонок является сосредоточенность на авариях. Гонщики могут уничтожать как друг друга, так и проезжающие мимо автомобили (трафик). За данные нарушения игрок получает награды в виде очков, а также прибавку к бусту (нитроускорителю). Сами автомобили являются копиями с настоящих спорткаров и обычных авто. В играх серии отсутствует тюнинг и стайлинг автомобилей, но имеется возможность их перекрасить.

## Игры серии
| Название                   | Год  | Платформа                                                                  |
| -------------------------- | ---- | -------------------------------------------------------------------------- |
| Burnout                    | 2001 | PlayStation 2; GameCube; Xbox                                              |
| Burnout 2: Point of Impact | 2002 | PlayStation 2; GameCube; Xbox                                              |
| Burnout 3: Takedown        | 2004 | PlayStation 2; Xbox                                                        |
| Burnout Revenge            | 2005 | PlayStation 2; Xbox; Xbox 360                                              |
| Burnout Legends            | 2005 | PlayStation Portable; Nintendo DS                                          |
| Burnout Dominator          | 2007 | PlayStation 2, PlayStation Portable                                        |
| Burnout                    | 2007 | мобильные телефоны                                                         |
| Burnout Paradise           | 2008 | PlayStation 3; Windows; Xbox 360; PlayStation 4; Xbox One; Nintendo Switch |
| Burnout Anthology          | 2008 | PlayStation 2                                                              |
| Burnout Crash!             | 2011 | PlayStation 3; Xbox 360; iOS                                               |

## Burnout Anthology
Burnout Anthology — сборник, состоящий из игр Burnout 3: Takedown, Burnout Revenge и Burnout Dominator, и вышедший 18 ноября 2008 года для приставки PlayStation 2. На сайте AllGame сборник был оценён в четыре с половиной звезды из пяти возможных.